# Шахин, Сельчук
Сельчук Шахин (тур. Selçuk Şahin; род. 31 января 1981, Тунджели) — турецкий футболист, полузащитник; тренер. Большую часть карьеры провёл в турецкой Суперлиге, играя за клуб «Фенербахче».

## Биография
Перед тем как стать профессиональным футболистом работал официантом. В 1999 году он подписал свой первый профессиональный контракт с клубом второй лиги «Хатайспор».

## Достижения
Фенербахче
- Чемпион Турции (5): 2003/04, 2004/05, 2006/07, 2010/11, 2013/14
- Обладатель Кубка Турции (2): 2011/12, 2012/13
- Обладатель Суперкубка Турции (3): 2007, 2009, 2014

 Сборная Турции
- Бронзовый призёр Кубка конфедераций: 2003